# 熱愛プリンス お兄ちゃんはキミが好き
『熱愛プリンス お兄ちゃんはキミが好き』（ねつあいプリンスおにいちゃんはキミがすき）は、青月まどかによる日本の漫画作品。略称は「熱プリ」。『NextComicファースト』（宙出版）において『お兄ちゃんはキミが好き』というタイトルで2014年11月に読み切りが配信、2015年4月から連載が開始された。誌名が『ネクストF』に変更となった同年6月以降も、2019年12月2日に『ネクストF』が宙出版からジャイブに事業譲渡された後も、連載は続いている。2022年には休載していたが、2023年4月18日発売の『コイハル』（宙出版）vol.3より連載を再開。
2025年2月時点で累計発行部数は250万部を突破している。
2017年7月末に漫画の公式PVが制作された。ナレーションは梓役の梅原裕一郎。2018年4月末にはPV第2弾が制作され、梓役の梅原裕一郎と昴流役の江口拓也が登場している。
2025年3月より、毎日放送にてテレビドラマが放送された。

## あらすじ
親の再婚により、憧れの三つ子アイドル・Terzetto（テルツェット）の遥、梓、理人の妹になった天宮まつり。仲が良い三つ子に理想を抱いていたが、実際には仲が悪いという真実を知ってしまい、がっかりしていた。本当は兄弟で仲良くしたいと思っていた次男・梓の理想を叶えるため、その手伝いをすることにしたまつり。3人のために頑張ってくれるまつりのため、歓迎会が行われることになった。準備を協力しているように見えたが、結局はケンカになってしまった3人。そんな時まつりが倒れてしまい、心配した3人のケンカは一時的に収まった。ケンカするより仲が良い方が楽しいと考えたまつりは、何度ケンカしても止めようと決めたのだった。
理想通りとはいかなくても、順調だと思っていたまつりだったが、ある時梓に告白される。

## 登場人物
天宮 まつり（あまみや まつり）
同学年だが、三つ子の妹。名前の他に末っ子、妹ちゃんと呼ばれる。16歳（高校2年生）。155cm。体験入学がきっかけで、美鈴学園に転入した。クラスは2年B組。得意科目は家庭科。元気が取り柄で、モットーは「人生楽しんだもの勝ち」。おせっかいで無防備でスキだらけだと、周囲から思われている。三つ子と旅行に行くまで、家族旅行の経験がなかった。温泉といえば卓球のイメージを持っている。子供の頃、母方の祖父母の家の近所に住んでいた2つ上の男の子（昴流）に懐いていた。兄弟に憧れたきっかけは、昴流がいたから。梓と昴流が出演するドラマに、妹の聖（ひじり）役で参加した。選ばれた理由は「平凡」だから。遊園地の絶叫系は、あまり得意ではない。昴流のお陰で令嬢の教養がある。石頭。子供の頃から船に酔いやすい体質。テルツェットが好きなだけで、アイドルに詳しくない。プリズムが嫌い。スポーツが得意で、中学時代はバスケ部のエースだった。ミスコンの衣装を隠されたり、旧体育館に閉じ込められたりと、女子から嫌われている。球技大会ではバスケに出場した。佐倉宗佑の隠し子。

### Terzetto（テルツェット）
三つ子の実力派アイドル。仲が良いことが売り。昔は3人でサッカーをするなど、そこまで仲が悪くなかった。プリズムの曲を即興で踊るなど、ライブでのパフォーマンスは完璧。事務所は異なるが、プリズムの後輩。夏限定でプリズムとユニットを組んだ。
梓（あずさ）
三つ子の次男。テルツェットではクールで大人カッコいい担当。一人が好きなように見えて、実はプライドの塊でカッコつけ。コンサートの前には緊張する。17歳（高校2年生）。182cm。美鈴学園では2年B組。得意科目は古文。普段は口数が少なく、ボソボソと喋る。遥と理人がケンカをしていても止めない。スキンシップが多い。遊園地のパレードに憧れたことが、アイドルをやりたいと思ったきっかけ。球技大会では大和とバスケで対決した。
遥（はるか）
三つ子の長男。テルツェットではかわいい愛されキャラ担当。実際は理人曰く「バカナルシスト」。17歳（高校2年生）。182cm。美鈴学園では2年C組。得意科目は体育。理人とくだらないことでケンカをする。甘いものが好きで、大好物は長時間混ぜて焼いたふわっふわのパンケーキ。美味しいケーキ屋といえば駅前。ルカのファンだった。球技大会ではサッカーに出場した。
理人（りひと）
三つ子の三男。テルツェットではおっとり癒し系美人担当。実際は遥曰く「陰湿性悪男」。17歳（高校2年生）。183cm。美鈴学園では2年A組。得意科目は数学。遥とくだらないことでケンカをする。和食が好き。美味しいケーキ屋といえば三丁目。ルカの事はバカっぽいという理由で好きではなかった。本当の兄（遥）より、まつりが好き。まつりの携帯にGPSを仕込んでいる。

### PRISM（プリズム）
デビュー以来あらゆる賞を総ナメにし、一気にトップにのし上がった4人組の超人気アイドルグループ。テルツェットの先輩。テルツェットを弟みたいに可愛がっていると噂されていたが、実際は不仲。夏限定でテルツェットとユニットを組んだ。
昴流（すばる）
プリズムのエースでアイドル界の「王子様」。以前はテルツェットを弟のように可愛がっていた。梓の事を「アイドルとしていいライバル」だと思っている。まつりの幼なじみで「すばる兄ぃ」と呼ばれている。初恋の相手は、まつり。まつりの父親が誰か知っている。18歳（大学1年生）。185cm。得意科目は経済。まつりより2つ上の学年。大豪邸や自家用ヘリを所持したり、豪華客船を貸切るほどの金持ち。一人暮らしだが、家に住み込みのお手伝いの人がいる。疲れた時は甘えん坊になる。新曲を一回で覚えることが出来る。巨大財閥・西園寺グループの御曹司、西園寺昴流。
大和（やまと）
美鈴学園では2年B組。182cm。祖父は学園の理事長。得意科目は体育で、嫌いな科目は数学。ピュアな天使キャラだが、本性は悪魔で意地悪。地獄耳。まつり曰く「嫌がらせに対する情熱が異常」。初対面でのまつりの印象は「地味」。まつりは好みのタイプではない。雷が苦手。卵焼きはしょっぱい方が好み。旧体育館をサボるのに使っている。球技大会では梓とバスケの対決をした。サーフィンが出来る。
慶（けい）
美鈴学園では2年B組。178cm。得意科目は理科。口が悪いがグループ内では1番の常識人。梓と仲が良い。遥と理人の事は苦手。
槇（まき）
プリズムのリーダー。グループ内ではお兄さん的ポジションで、損な役回りが多い。大学生。186cm。得意科目は歴史。高所恐怖症。大和曰く「槇の説教は5分で済む」。

### まつり達の家族関係者
LUCA（るか）
本名は佐倉 瑠可（さくら るか）。まつりの従兄。18歳で昴流と同い年。168cm。得意科目は英語。自由人。左目の下に泣きぼくろがある。ピアスを左右に2つずつ付けており、左の1つだけ星の形をしている。わがままな性格も脅迫する性格も、どちらも本性。欲しいものはどんな手を使っても手に入れなければ気がすまないタイプ。デビューから世界的大人気のアイドル歌手で「アイドル界の怪物」や「敵に回すと手に付けられない暴君」などと言われている。清純派ではなく、「イケナイ王様」キャラ。故に体調が悪くても簡単に言えない。出店ではしゃいだり、ホラー映画を怖がったり子供な一面がある。料理に初挑戦した際、キャベツを切ろうとして指を切った。
佐倉 宗佑（さくら そうすけ）
人気俳優。ルカの叔父。隠し子がいる。
天宮社長（あまみやしゃちょう）
三つ子の父親で、まつりの母親の再婚相手。テルツェットが所属する大手事務所の社長。自宅の地下にダンススタジオがあるなど、セレブ。
夏子（なつこ）
まつりの母親。職業はフリージャーナリスト。
三つ子の叔父
三つ子の父親の弟。遊園地「プルミエランド」のオーナー。いつも元気。
まつりの祖父母
祖母は梓が家に訪れた際、煮物を作った。祖父は眼鏡をかけている。

### その他芸能関係者
松永（まつなが）
テルツェットのマネージャー。眼鏡をかけている。実家の寺には、天宮社長と作ったアイドル養成のためのダンススタジオがある。三つ子のやる気を出させたり、昴流、ルカ対策のためにまつりを利用している。
如月（きさらぎ）
プリズムのプロデューサー。松永曰く「耳のいい友達をたくさんお持ち」（情報通の意味）。
長谷川監督（はせがわかんとく）
梓と昴流が出演したドラマ「放課後推理ノート」がきっかけで、まつりと知り合う。アイドルが好き。アイドルを撮るために監督の仕事をしている。
荒木（あらき）
通称・アッキー。ルカのマネージャー。サングラスをかけている。
崎本 花梨（さきもと かりん）
人気モデル。昴流のファン。美鈴学園では2年B組。ミスコンでは優勝候補と言われていた。

## 単行本について
単行本は宙出版より刊行されていたが、『ネクストF』がジャイブに事業譲渡されたため、出版社は第13巻よりジャイブに変更され、レーベルはネクストFコミックスに変更されている。2019年12月2日にジャイブから刊行されたネクストF作品の初となる単行本が発売され、本作もラインナップに加えられた。2023年9月8日に単行本と同一内容だが、内容を一部加筆、修正した新装版が刊行されている。単行本11巻には読切『薔薇王子と踊り子』が併録された。

## 書誌情報
- 青月まどか『熱愛プリンス お兄ちゃんはキミが好き』 宙出版→ジャイブ→宙出版〈Next comicsF MISSY C→ネクストFコミックス→ASTRO COMICS〉、既刊23巻（2025年4月10日現在）
  1. 2015年6月1日発売[9]、ISBN 978-4-7767-3999-9
    - ジャイブ版、ISBN 978-4-86715-026-9
    - 新装版 2023年9月8日発売[8]、ISBN 978-4-7767-5450-3

  2. 2015年10月1日発売[9]、ISBN 978-4-7767-4103-9
    - ジャイブ版、ISBN 978-4-86715-027-6
    - 新装版 2023年9月8日発売[10]、ISBN 978-4-7767-5451-0

  3. 2016年2月1日発売[9]、ISBN 978-4-7767-4187-9
    - ジャイブ版、ISBN 978-4-86715-028-3
    - 新装版 2023年9月8日発売[11]、ISBN 978-4-7767-5452-7

  4. 2016年6月1日発売[9]、ISBN 978-4-7767-4257-9
    - ジャイブ版、ISBN 978-4-86715-029-0
    - 新装版 2023年9月8日発売[12]、ISBN 978-4-7767-5453-4

  5. 2016年11月1日発売[9]、ISBN 978-4-7767-4358-3
    - ジャイブ版、ISBN 978-4-86715-030-6
    - 新装版 2023年9月8日発売[13]、ISBN 978-4-7767-5454-1

  6. 2017年4月1日発売[9]、ISBN 978-4-7767-4444-3
    - ジャイブ版、ISBN 978-4-86715-031-3
    - 新装版 2023年9月8日発売[14]、ISBN 978-4-7767-5455-8

  7. 2017年8月1日発売[9]、ISBN 978-4-7767-4522-8
    - ジャイブ版、ISBN 978-4-86715-032-0
    - 新装版 2023年9月8日発売[15]、ISBN 978-4-7767-5456-5

  8. 2018年1月4日発売[9]、ISBN 978-4-7767-4620-1
    - ジャイブ版、ISBN 978-4-86715-033-7
    - 新装版 2023年9月8日発売[16]、ISBN 978-4-7767-5457-2

  9. 2018年5月1日発売[9]、ISBN 978-4-7767-4694-2
    - ジャイブ版、ISBN 978-4-86715-034-4
    - 新装版 2023年9月8日発売[17]、ISBN 978-4-7767-5458-9

  10. 2018年9月1日発売[9]、ISBN 978-4-7767-4774-1
    - ジャイブ版、ISBN 978-4-86715-035-1
    - 新装版 2023年9月8日発売[18]、ISBN 978-4-7767-5459-6

  11. 2019年1月4日発売[9]、ISBN 978-4-7767-4869-4
    - ジャイブ版、ISBN 978-4-86715-036-8
    - 新装版 2023年9月8日発売[19]、ISBN 978-4-7767-5460-2

  12. 2019年6月1日発売[9]、ISBN 978-4-7767-4953-0
    - ジャイブ版、ISBN 978-4-86715-037-5
    - 新装版 2023年9月8日発売[20]、ISBN 978-4-7767-5461-9

  13. 2019年12月2日発売[9]、ISBN 978-4-86176-919-1
    - 新装版 2023年9月8日発売[21]、ISBN 978-4-7767-5462-6

  14. 2020年3月2日発売[9]、ISBN 978-4-86176-980-1
    - 新装版 2023年9月8日発売[22]、ISBN 978-4-7767-5463-3

  15. 2020年7月1日発売[9]、ISBN 978-4-86715-018-4
    - 新装版 2023年9月8日発売[23]、ISBN 978-4-7767-5464-0

  16. 2020年11月2日発売[9]、ISBN 978-4-86715-043-6
    - 新装版 2023年9月8日発売[24]、ISBN 978-4-7767-5465-7

  17. 2021年4月1日発売[9]、ISBN 978-4-86715-072-6
    - 新装版 2023年9月8日発売[25]、ISBN 978-4-7767-5466-4

  18. 2021年8月2日発売[9]、ISBN 978-4-86715-107-5
    - 新装版 2023年9月8日発売[26]、ISBN 978-4-7767-5467-1

  19. 2021年12月1日発売、ISBN 978-4-86715-117-4
    - 新装版 2023年9月8日発売[27]、ISBN 978-4-7767-5468-8

  20. 2023年9月8日発売[28]、ISBN 978-4-7767-5469-5
  21. 2024年1月10日発売[29]、ISBN 978-4-7767-5485-5
  22. 2024年9月10日発売[30]、ISBN 978-4-7767-5510-4
  23. 2025年4月10日発売[31]、ISBN 978-4-7767-5538-8

## テレビドラマ
『熱愛プリンス』のタイトルで、2025年3月7日（6日深夜）から4月25日（24日深夜）まで毎日放送の「ドラマフィル」枠にて放送された。主演は杢代和人と松井奏。

### キャスト
梓（あずさ）
演 - 杢代和人（原因は自分にある。）
兄弟の次男。Terzettoのメンバー。
昴流（すばる）
演 - 松井奏（IMP.）
PRISMのエース。まつりとは幼なじみの関係。
天宮まつり（あまみや まつり）
演 - 林芽亜里
ヒロイン。
遥（はるか）
演 - 大倉空人（原因は自分にある。）
兄弟の長男。「元気でかわいい担当」のTerzettoのメンバー。
理人（りひと）
演 - 小泉光咲（原因は自分にある。）
兄弟の三男。「おっとり癒し系担当」のTerzettoのメンバー。
大和（やまと）
演 - 増子敦貴（GENIC）
PRISMのメンバー。
槇（まき）
演 - 大東立樹（CLASS SEVEN）
PRISMのリーダー。
慶（けい）
演 - 芳賀柊斗（Lienel）
PRISMのメンバー。

### スタッフ
- 原作 - 青月まどか『熱愛プリンス お兄ちゃんはキミが好き』（宙出版）[4]
- 脚本 - 舘そらみ[4]
- 音楽 - 岡出莉奈[4]
- 主題歌 - Terzetto「僕だけのPrincess」（SDR）[32]
- 監督 - 富田未来、かとうみさと[4]
- 振付 - U★G（Terzetto側）、竹中夏海（PRISM側）
- 幹事会社 - カルチュア・エンタテインメント[4]
- 制作プロダクション - ホリプロ[4]
- 製作 - 「熱愛プリンス」製作委員会、毎日放送[4]

### 放送日程
| 各話   | 放送日  | サムネイル                             | 監督         |
| ------ | ------- | -------------------------------------- | ------------ |
| 第1話  | 3月07日 | 国民的アイドルに 溺愛                  | 富田未来     |
| 第2話  | 3月14日 | 幼馴染アイドルに 溺愛                  | かとうみさと |
| 第3話  | 3月21日 | 国民的アイドルと 初キス                | かとうみさと |
| 第4話  | 3月28日 | 加速する 恋の三角関係                  | 富田未来     |
| 第5話  | 4月04日 | 監禁!? 体育倉庫に2人きり               | 富田未来     |
| 第6話  | 4月11日 | 雪山で遭難!? 温め合う                  | 富田未来     |
| 第7話  | 4月18日 | 愛してる… お前も奪い返す！             | 富田未来     |
| 最終話 | 4月25日 | 国民的アイドルと "秘密の恋"の 行方は…! | 富田未来     |

### 放送局
| 放送期間                | 放送時間                     | 放送局       | 対象地域   | 備考           |
| ----------------------- | ---------------------------- | ------------ | ---------- | -------------- |
| 2025年3月7日 - 4月25日  | 金曜 1:00 - 1:30（木曜深夜） | テレビ神奈川 | 神奈川県   | 29分先行放送。 |
|                         | 金曜 1:29 - 1:59（木曜深夜） | 毎日放送     | 近畿広域圏 | 製作局         |
| 2025年3月11日 - 4月29日 | 火曜 0:00 - 0:30（月曜深夜） | テレビ埼玉   | 埼玉県     |                |
| 2025年3月12日 - 4月30日 | 水曜 0:30 - 1:00（火曜深夜） | 群馬テレビ   | 群馬県     |                |
|                         | 水曜 23:30 - 翌0:00          | とちぎテレビ | 栃木県     |                |
| 2025年3月13日 - 5月1日  | 木曜 23:00 - 23:30           | 千葉テレビ   | 千葉県     |                |

| 毎日放送 ドラマフィル        | 毎日放送 ドラマフィル | 毎日放送 ドラマフィル |
| 前番組                       | 番組名                | 次番組                |
| ---------------------------- | --------------------- | --------------------- |
| コールミー・バイ・ノーネーム | 熱愛プリンス          | バレエ男子!           |